# Фридрих I Барбаросса
Фри́дрих I Гогеншта́уфен (нем. Friedrich I Rotbart; конец 1122, монастырь Вайнгартен, Швабия — 10 июня 1190, река Селиф, ныне в Турции) — король Германии с 1152 года, император Священной Римской империи с 1155 года, герцог Швабии в 1147—1152 годах под именем Фри́дрих III.
Прозвище Барбаро́сса он получил в Италии из-за своей рыжеватой бороды (от итал. barba, «борода», и rossa, «рыжая»).
План «Барбаросса» по нападению Германии на СССР назван от прозвища Фридриха I Барбароссы.

## Биография
Фридрих был сыном Фридриха II Одноглазого, герцога Швабского, и Юдифи Баварской, единокровный брат пфальцграфа Рейнского Конрада; приходился племянником королю Германии Конраду III. В 1147 году после смерти отца он стал герцогом Швабским. Вскоре он принял участие во Втором крестовом походе, во время которого благодаря своей храбрости и доблести завоевал всеобщее уважение. Возвратившись в Германию, больной король (его дядя) рекомендовал князьям избрать Фридриха своим преемником. Тот умер 15 февраля 1152 года, а уже 4 марта Фридрих занял опустевший престол.

### Характер
Новый король был молодой и физически очень крепкий человек, обладавший живым умом, приятный и даже очаровательный собеседник, превосходный рыцарь, жадный до трудных предприятий и славы, честный и щедрый государь, добрый и твёрдый в вере христианин. Впрочем, эти достоинства не покрывали недостатков, обычно свойственных тогдашним монархам. Так, в минуты гнева Фридрих бывал крайне суров, не терпел противодействий и порой для достижения своей цели готов был на кровавые жестокости. Властолюбие его было безмерным, однако он никогда не мечтал о необыкновенных предприятиях и бурных успехах. Всё, за что он брался, было реально и продуманно. Поэтому удача часто сопутствовала ему даже в самых сложных предприятиях. Главная мечта его жизни — возродить прежнее могущество империи Карла Великого — осталась неосуществлённой.

### Полководец
Фридрих Барбаросса создал многочисленную для своего времени европейскую армию, главной силой которой являлась тяжёлая рыцарская конница, и усовершенствовал её организацию.
Он признан классиком военного средневекового искусства. Германское рыцарство при нём стало для многих других национальных рыцарских организаций в Европе примером для подражания.

### Рыцарь

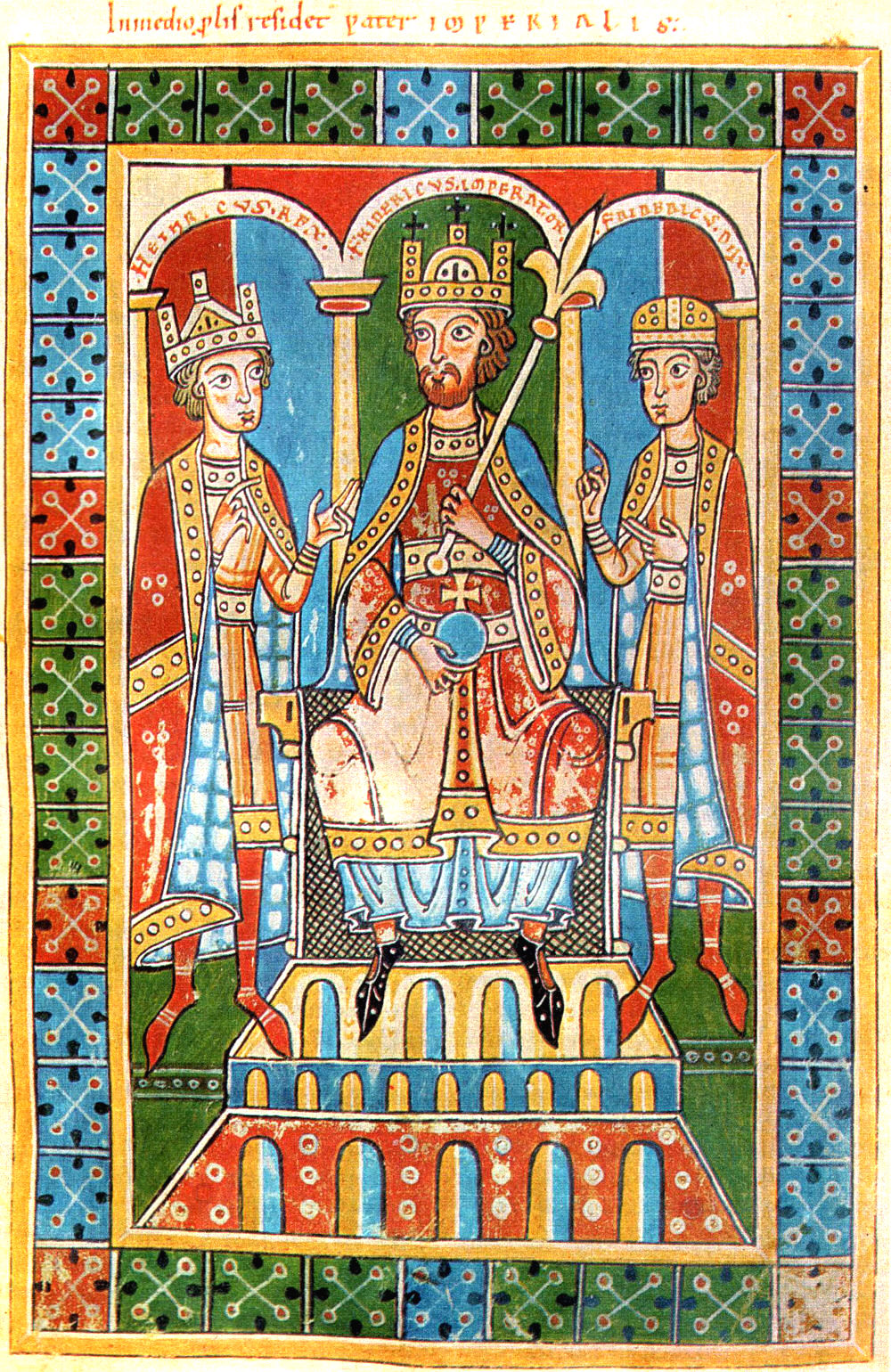
Фридрих I Барбаросса (в центре). Изображение XIII века.

Фридрих Барбаросса свято придерживался феодального права на звание рыцаря. По его указу право на рыцарский поединок со всеми его атрибутами имел лишь тот, кто был рыцарем по происхождению.
Перевязь, рыцарский пояс и золотые шпоры мог носить только рыцарь. Эти предметы являлись излюбленными наградами немецких рыцарей, которыми их поощрял король.

### Император Священной Римской империи
В 1155 году Фридрих I Барбаросса стал императором Священной Римской империи и начал проводить политику по укреплению государства.
При Фридрихе I Барбароссе средневековая Священная Римская империя достигла своего наивысшего расцвета и военной мощи. Однако внутри она оставалась фактически раздробленной.

#### Первый итальянский поход
В 1154 году Фридрих во главе своего войска перешел через Альпы и вторгся в Италию. В это время папа Адриан IV вёл упорную борьбу с римской знатью, которая в 1143 году образовала сенат и захватила управление городом в свои руки. Из-за начавшихся волнений папа должен был покинуть свою резиденцию и перебрался в Витербо. Сенат предлагал Фридриху получить корону из рук самих римлян, но король высокомерно отвечал, что прибыл в Италию не для того, чтобы выпросить себе временную милость беспокойного народа, но как принц, решительно настроенный получить, если нужно, силой оружия, наследство отцов.
В ночь с 17 на 18 июня войска Фридриха заняли все подступы к собору святого Петра. Адриан торжественно короновал здесь Фридриха императорской короной. Но уже вечером римляне двинулись от Капитолия на приступ кварталов святого Петра. Весь вечер шёл кровопролитный бой, и атака горожан была отбита. На следующее утро, 19 июня, император и папа покинули вечный город, в который так по-настоящему и не вошли. Убедившись, что больше ничего сделать невозможно, Фридрих в сентябре возвратился в Германию. С этого времени его мысли постоянно были устремлены к Италии. Он и раньше знал, а во время коронации окончательно убедился в том, что страна эта за последние десятилетия стала фактически независимой от империи и для того, чтобы утвердить в ней немецкое господство, надо было завоевать её вновь.

#### Второй итальянский поход

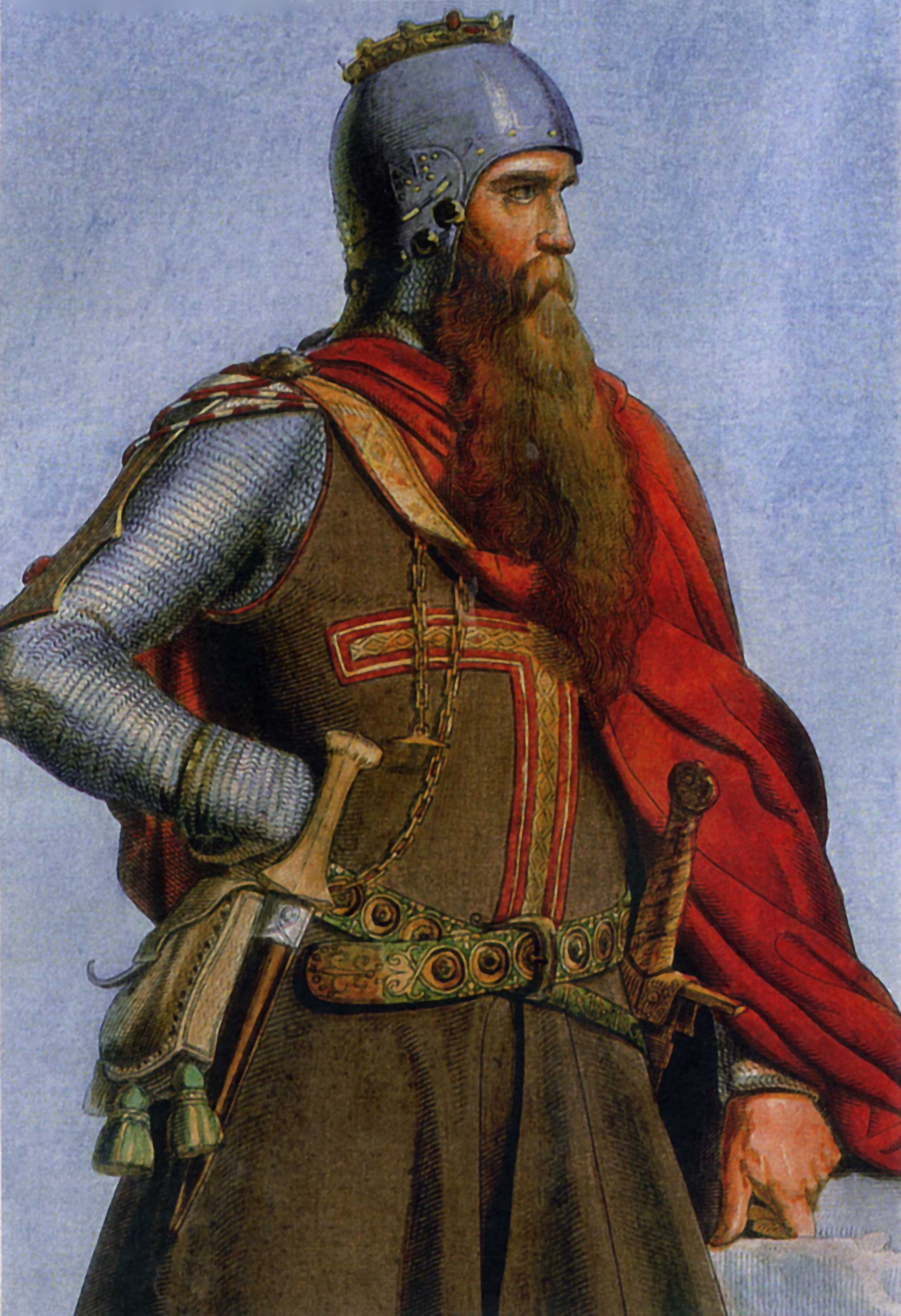
Фридрих I Барбаросса. Гравюра на меди (1847 г.)

1158 год — второй итальянский поход. Главной целью его было покорение Милана, так как со времён Конрада II этот город привык демонстрировать свою независимость и оставался главным оплотом всех противников империи в Ломбардии. Чтобы действовать наверняка, Фридрих постарался привлечь к походу всех немецких князей и собрал огромную армию. Большой перевес в силах позволил положить его замыслам благополучное начало. В августе Милан был осаждён и уже 1 сентября капитулировал. Миланцы должны были выплатить огромную дань, выдать заложников, отказаться от права чеканить монету и взимать дорожную пошлину. В центре города Фридрих возвёл замок и поставил свой гарнизон. Эта бескровная и лёгкая победа произвела большое впечатление на ломбардцев. Собрав съезд в Ронкале, Фридрих довёл до сведения итальянцев те принципы, на основании которых он хотел устроить теперь управление своими заальпийскими владениями. Общественные дороги, судоходные реки с притоками, порты и гавани должны были перейти под контроль имперских чиновников, а взимание налогов и чеканка монеты становились отныне исключительной прерогативой императорской власти.
Вместе с тем император строго требовал от своих вассалов воинской повинности и грозил отобрать лены у всех ослушников. Междоусобные войны были строго запрещены.

#### Третий Итальянский поход
Новые эдикты более всего ущемляли права и свободы ломбардских городов, сделавшихся к этому времени почти совершенно независимыми от своих феодальных сеньоров. С их стороны Фридрих I и встретил самое сильное противодействие. Генуэзцы заявили, что отдадут Фридриху только то, на что он сможет предъявить свои права собственности. В январе 1159 года вновь восстали миланцы, недовольные тем, что император попробовал утвердить здесь у власти своих ставленников. Их поддержали жители Кремы и Брешиа. Между тем Фридрих, понадеявшись на свой первый успех, уже отослал за Альпы большую часть союзных войск. Оставшихся сил для новой осады Милана было явно недостаточно. В июле 1159 года император подступил к Креме и шесть месяцев упорно осаждал её. Захватив наконец в январе 1160 года эту маленькую крепость, Фридрих приказал разрушить её до основания.
К прочим трудностям добавились распри с папским престолом. После смерти Адриана IV противники Фридриха избрали папой Александра III, а его сторонники — Виктора IV. Император созвал в Павии церковный собор, который объявил Александра низложенным. Александр не смутился этим и в свою очередь отлучил Барбароссу от церкви, а подданных его освободил от присяги. Фридрих понял, что ему предстоит поход на Рим. Но прежде он хотел утвердиться в Италии. Созвав вассалов из Германии и Италии, Фридрих в мае 1161 года второй раз осадил Милан. Через год, в марте 1162 года, город сдался без всяких условий на милость победителя. Фридрих велел всем жителям выйти из города с тем имуществом, которое они могли унести, и расселиться в четырёх неукрепленных городах.
Сам город был полностью разрушен (по другим данным лишь символически перечеркнут плугом, что означает символическое разрушение). После того, как этот главный враг был сокрушён, сдались Пьяченца, Брешиа и другие города. Император велел жителям разобрать городские стены, заплатить контрибуцию и принять наместника — подесту.

#### 1163—1165 годы

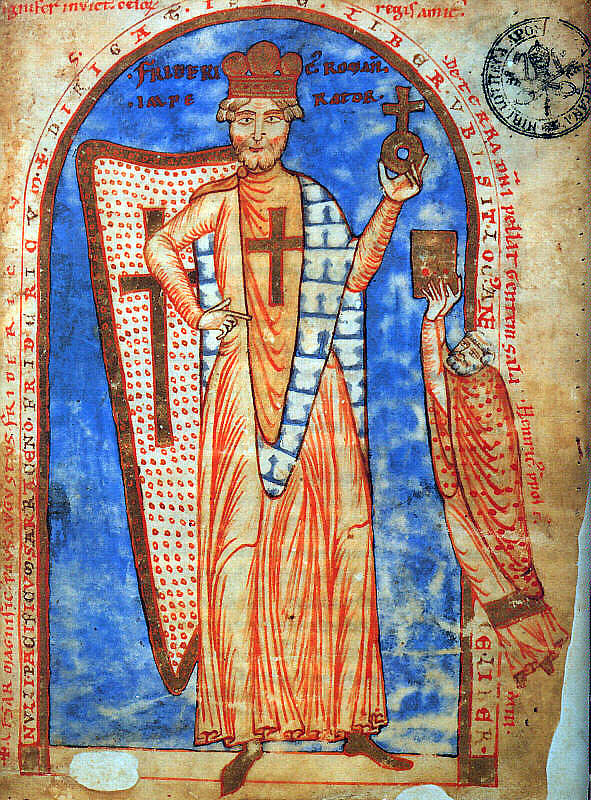
Фридрих I Барбаросса — крестоносец. Миниатюра из рукописи (1188 г.)

Ненадолго съездив в Германию, Фридрих осенью 1163 года возвратился в Ломбардию и стал готовиться к походу на Рим. Однако новые затруднения остановили его. Венеция, Верона, Виченца и Падуя объединились в антинемецкую лигу. В апреле умер Виктор IV. Избранный на его место Пасхалий III имел гораздо меньше сторонников, чем Александр III. Император попробовал напасть на Верону, но у него было слишком мало сил для ведения серьёзной войны. Осенью 1164 года он отправился в Германию, где надеялся собрать новое войско. Дела опять задержали его на полтора года. Только весной 1165 года Фридрих с большой армией перешёл Альпы и двинулся прямо на Рим. 24 июня немцы осадили замок святого Ангела и заняли весь левый берег Тибра. Александр III укрылся в замке Франджипани рядом с Колизеем. Фридрих предложил обоим папам для избежания кровопролития сложить с себя сан и провести новые выборы. Александр отказался, и это сильно повредило ему в глазах горожан. Известные своим непостоянством римляне повернулись против папы, и тому пришлось бежать в Беневент. Император торжественно въехал в город, а 30 июня состоялась интронизация Пасхалия в храме святого Петра. Однако Фридрих не оставил своему стороннику даже тени той власти, которой пользовались до него папы. Сенат и префект города стали подчиняться лично императору, который таким образом взял управление Римом в свои руки. Казалось, Фридрих достиг пределов своих желаний. Но тут непредвиденные обстоятельства смешали ему все планы: в августе в немецком войске началась жестокая эпидемия.

#### Ломбардская лига
Умерших было так много, что Фридрих поспешно отвёл своих солдат в северную Италию. Здесь он с тревогой обнаружил, что позиции его врагов усилились. К образовавшейся ранее лиге присоединились Кремона, Бергамо, Брешиа, Мантуя, а также жители Милана, спешно отстраивавшие свой город. К несчастью, у Фридриха уже не было армии, и он должен был бессильно наблюдать из Павии, как разгорается мятеж. 1 декабря 1167 года шестнадцать восставших городов объединились в Ломбардскую лигу. Они поклялись не заключать сепаратного мира и вести войну до тех пор, пока не вернут всех льгот и свобод, какими обладали при прежних императорах. В начале 1168 года Фридрих решил пробираться в Германию. По дороге в Сузах его едва не захватили в плен, и ему пришлось бежать, переодевшись в чужое платье.

#### Пятый итальянский поход
На этот раз император провёл в Германии семь лет, занятый решением насущных дел и укреплением своей власти. В 1173 году он объявил о решении вернуться в Италию и повести войско в поход против Ломбардской лиги. Чтобы не зависеть от князей, которые уже не раз оставляли его без воинов в самый критический момент, он навербовал много брабантских наёмников. В сентябре 1174 года Фридрих в пятый раз перешёл Альпы, а в октябре осадил Алессандрию. Ломбардцы упорно оборонялись. В апреле следующего года, так и не добившись успеха, Фридрих начал переговоры и распустил солдат, которым ему нечем было платить. Но длившиеся почти целый год консультации ни к чему не привели, так как позиции сторон были слишком различны. Необходимо было вновь готовиться к войне.
Император пригласил в Кьявенну своего двоюродного брата, могущественного герцога Баварского и Саксонского Генриха Льва из рода Вельфов и попросил у него помощи. Генрих Лев отказал, чем очень уязвил Фридриха. С большим трудом он набрал несколько тысяч солдат в Италии и двинулся с ними на Милан. 29 мая 1176 года противники встретились под Леньяно. В этой битве немецкие рыцари по своему обычаю бросились в мощную атаку, прорвали строй ломбардской конницы, и та в беспорядке бежала. Но когда немцы обрушились на построившуюся в каре пехоту, атака их захлебнулась. Тем временем ломбардские конники, встретив войско из Брешиа, спешившее им на помощь, вернулись на поле боя и внезапно атаковали немцев с фланга. Фридрих с жаром и отвагой бросился в самую свалку, но был выбит из седла. Тотчас слух о его мнимой смерти разнёсся по войскам. Побросав оружие, рыцари бежали с поля боя и укрылись в Павии.

#### Мир с папой и возвращение в Германию

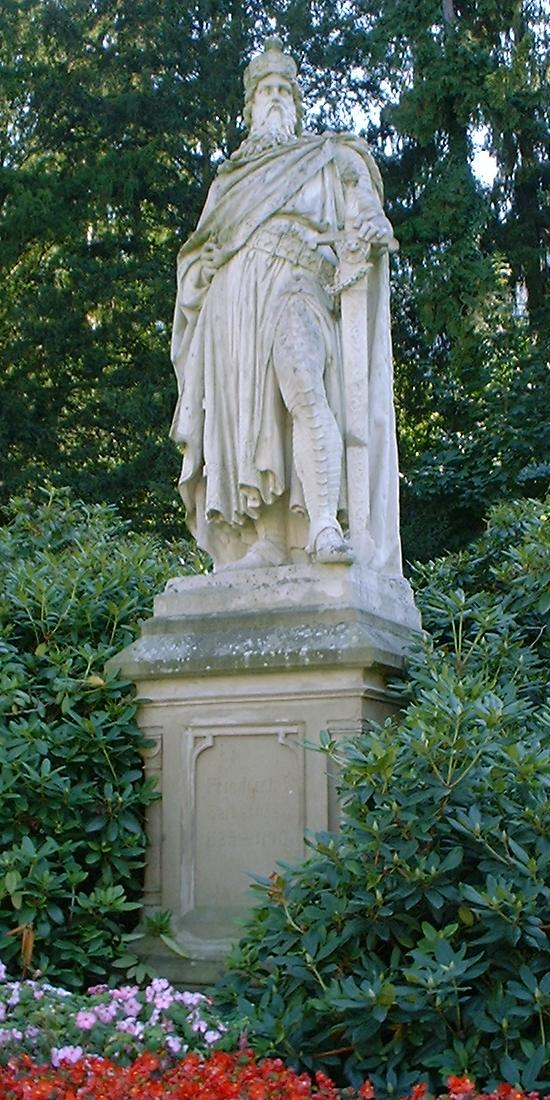
Памятник Фридриху I Барбароссе в Зинциге

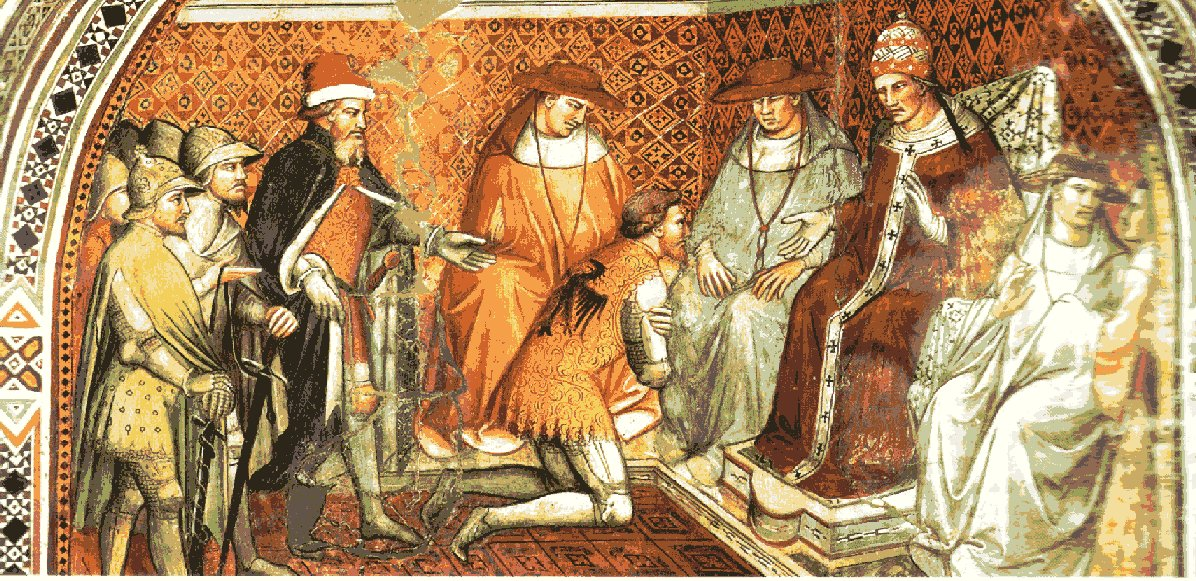
Фридрих Барбаросса подчиняется власти папы римского Александра III. Фреска Спинелло Аретино в Палаццо Публико, Сиена

После этого поражения Фридриху пришлось смягчить свою позицию и пойти на большие уступки: он согласился признать Александра III единственным законным папой, вернул ему префектуру в Риме и согласился признать маркграфство Тосканское его леном.
За это папа снял с него отлучение. Помирившись с папой, Фридрих вернулся к ломбардским делам. Но договориться с восставшими городами не удалось. В июле 1177 года в Венеции Фридрих подписал с ними перемирие на шесть лет и летом 1178 года отправился в Бургундию, где короновался в Арле как бургундский король. В Германии он воспользовался первым поводом для того, чтобы начать притеснять Генриха Льва.
На съезде в Шпейере епископ Хальберштадтский Ульрих пожаловался, что герцог захватил лены, принадлежащие его епархии. В январе 1179 года Генрих был вызван в королевский трибунал для рассмотрения этого вопроса, но остерегся приехать. В июне он не приехал и на съезд в Магдебург. Это позволило начать против него другой процесс: Фридрих обвинил его в мятеже. На съезде в Вюрцбурге в январе 1180 года могущественный Вельф был приговорён к лишению всех своих ленов. Восточная Саксония была передана графу Бернхарду Анхальтскому.
Из западных саксонских земель Фридрих образовал новое герцогство Вестфалия, которое оставил за собой. Бавария была отдана графу Отто фон Виттельсбах. От неё также была отнята Штирийская марка, превращённая в герцогство. В 1180 году император повёл войска в Саксонию, взял Брауншвейг и осадил Любек. Летом 1181 года Генрих Лев понял, что его дело проиграно. В ноябре он приехал на съезд в Эрфурт и бросился к ногам Фридриха, вымаливая прощение. Барбаросса простил его, вернул Брауншвейг, но удержал все остальные владения Вельфов. Кроме того, герцог должен был на три года удалиться в изгнание. Конфликт с ломбардцами также постепенно улаживался. В 1183 года в Констанце был подписан мир с Ломбардской лигой. Города признали императора своим сюзереном, а Фридрих согласился на сохранение их старинных вольностей, в том числе таких важных, как право возводить укрепления и организовывать лиги. За императором осталось право инвестировать городских консулов, его суд был признан высшей инстанцией. В 1184 году Фридрих признал королевский титул за Вильгельмом II Сицилийским, который согласился выдать свою тётку Констанцию за сына Фридриха, Генриха. (Тогда ещё никто не мог предположить, что этот брак в будущем принесёт Гогенштауфенам Сицилию.)

#### Третий Крестовый поход

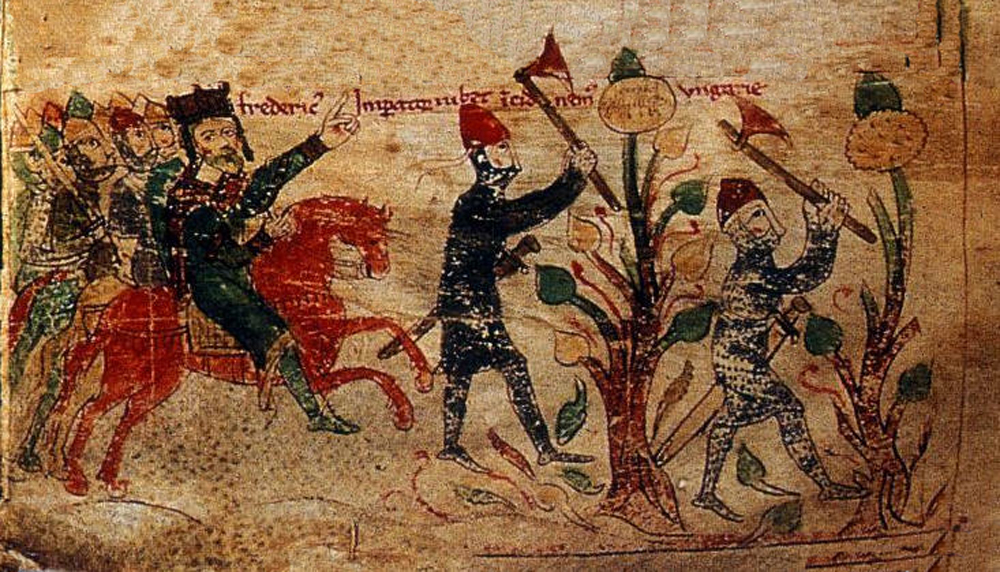
Фридрих Барбаросса в крестовом походе. Миниатюра рукописи Петра из Эболи, конец XII в.

В 1189 году Фридрих принял участие в Третьем крестовом походе в Святую землю. В походе также приняли участие французский король Филипп II Август и английский король Ричард Львиное Сердце. Все они имели собственные войска и постоянно враждовали между собой, претендуя на главное командование и славу победителя. На время своего отсутствия Фридрих передал управление государством сыну Генриху и весной 1189 года выступил из Ратисбонна на Дунае. Благополучно миновав Венгрию, Сербию и Болгарию, крестоносцы летом вступили в Византию. Фридрих I Барбаросса вёл своё войско через территорию Византийской империи по суше (французские и английские крестоносцы добирались в Палестину морским путём) — дорога была разведана ещё в Первый и Второй крестовые походы.

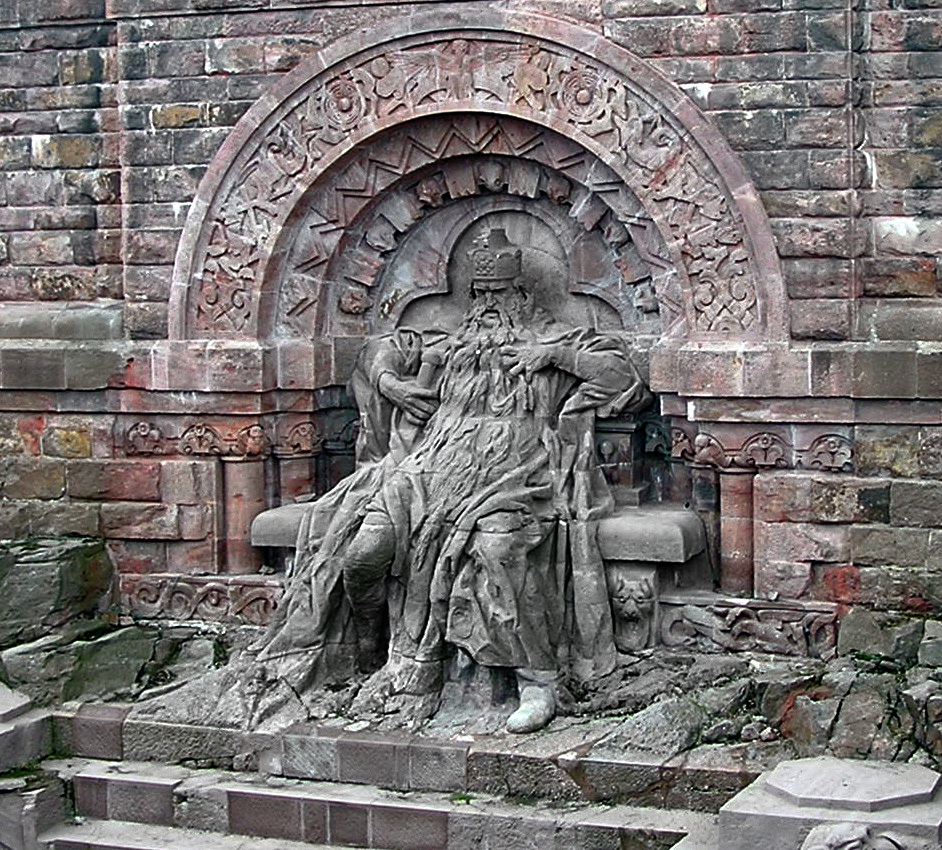
Статуя императора Фридриха I Барбароссы у горы Кифхойзер. Отросшая борода императора оплетает трон

Посланцы императора Исаака Ангела потребовали от Барбароссы заложников и обязательств об уступке части будущих завоеваний. Фридрих отправил к императору послов, которых Ангел приказал бросить в тюрьму. При известии об этом Фридрих прервал переговоры и повёл свою армию на Константинополь, предавая всё на своём пути опустошению. В конце ноября крестоносцы взяли Адрианополь. Только после этого Исаак вступил с ним в переговоры, и в январе 1190 года было заключено соглашение. Фридрих обещал не проходить через Константинополь, за что византийский император предоставил немцам продовольствие и обещал переправить их через пролив.

### Смерть

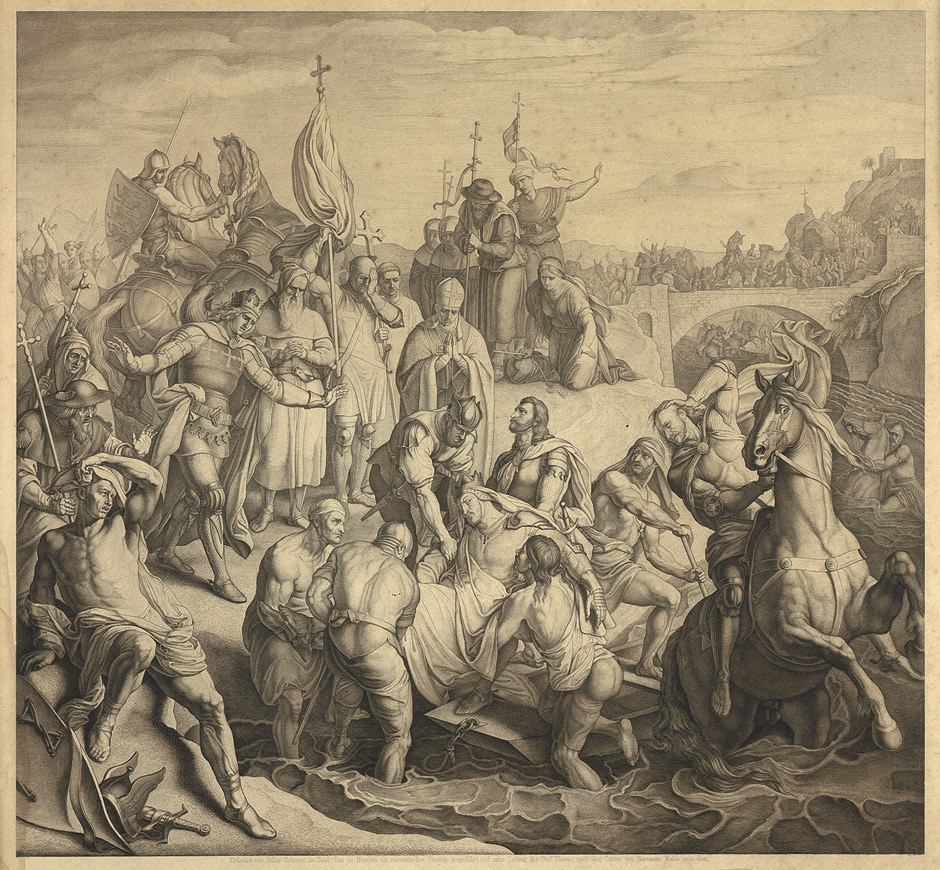
Юлиус Шнорр фон Карольсфельд. Смерть Фридриха Барбароссы

По пути в Палестину германское войско понесло большие потери в стычках с лёгкой мусульманской конницей. 18 мая крестоносцы взяли приступом Конью. 10 июня войско, сопровождаемое армянскими проводниками, подошло к горной реке Селиф. При переправе через неё император, будучи облачён в тяжёлые доспехи и кольчугу, упал с коня, был подхвачен бурным течением и захлебнулся в воде до того, как к нему подоспели на выручку его рыцари. Альтернативная версия гибели императора содержится во всемирной «Саксонской хронике», составленной около 1229 года. Её анонимный автор сообщает, что утомлённый от жары Фридрих решил искупаться в реке после обеда, после чего найден был мёртвым в воде. В последнем случае причиной смерти престарелого Барбароссы мог стать сердечный приступ.

## Семья

### Браки и дети

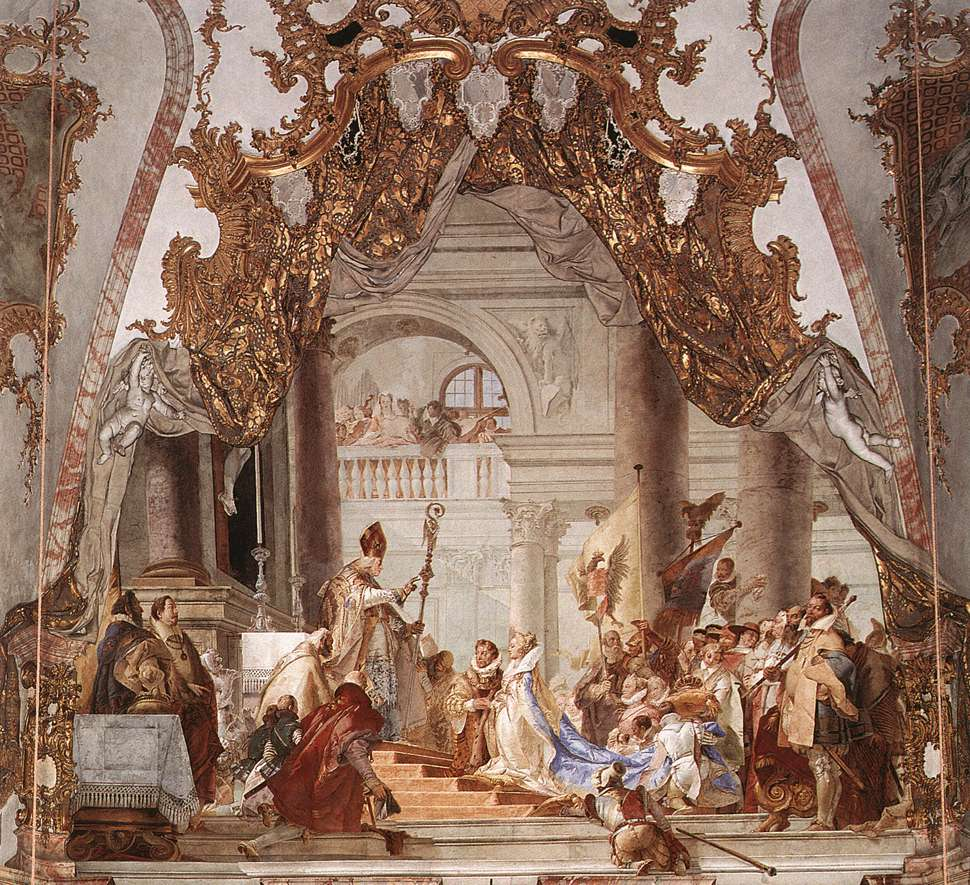
свадьба Фридриха I Барбароссы и Беатрис Бургундской. Фреска на потолке Имперского зала. Вюрцбург

- 1-я жена: (с 1147 года) — Адела фон Фобург (1122—1190), дочь Дипольда III, маркграфа Фобурга (ум. 1146); брак аннулирован в марте 1153 года.
- 2-я жена: (с 10 июня 1156 года) — Беатрис I Бургундская (ок. 1145 — 15 ноября 1184), дочь Рено III (ок. 1093—1148), пфальцграфа Бургундии. Дети:
  - Беатрис (ок. 1160/1162 — 1174)
  - Фридрих V (1164—1168/1170), герцог Швабии с 1167 года
  - Генрих VI (1165—1197), император Священной Римской империи (1191—1197)
  - Конрад (1167—1191), герцог Швабии (1170—1191) под именем Фридрих VI
  - Оттон I (ок. 1170—1200), пфальцграф Бургундии с 1189
  - Дочь (возможно Гизелла) (ок. 1168—1184); помолвлена с Ричардом (1157—1199), будущим королём Англии Ричардом I Львиное Сердце
  - Конрад II (ок. 1172—1196), герцог Ротенбурга (1188—1191), герцог Швабии (1191—1196)
  - Райнальд (Рено) (ок. 1173—1178)
  - Вильгельм (ок. 1176 — после 1178)
  - Филипп (1177—1208), герцог Швабии (1196—1208), король Германии (1198—1208)
  - Агнес (ум. 8 октября 1184); помолвлена с Имре (1174—1204), будущим королём Венгрии

## Память

### Легенда

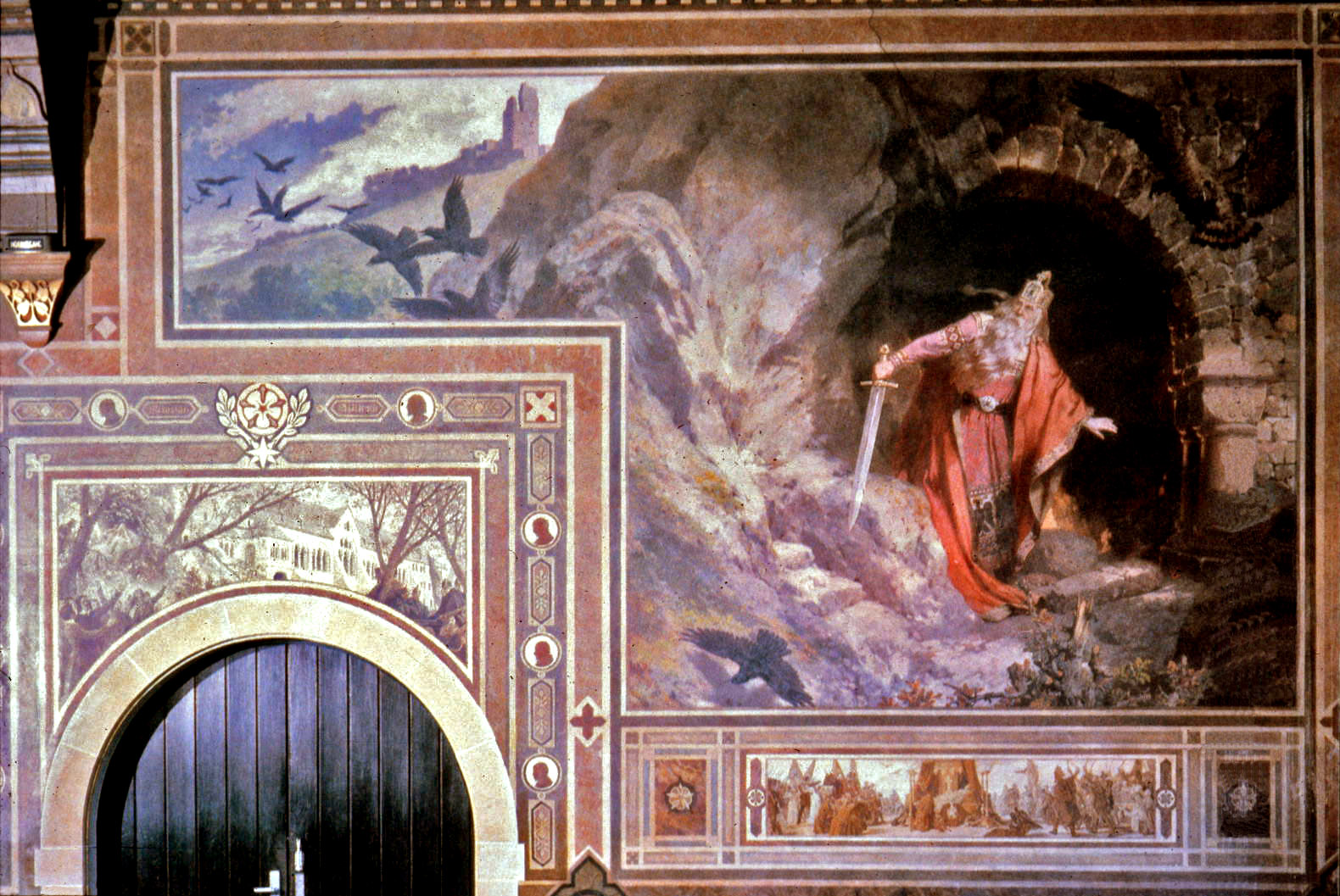
Герман Вислиценус, Проснувшийся Барбаросса (Гослар, 1880 г.)

Гибель Фридриха Барбароссы покрыта тайной. Традиционно считается, что он утонул при переправе в реке Салеф (современная Турция). Тем не менее уже современники императора высказывали сомнения в этой версии. Император умел хорошо плавать и рядом с ним были его воины.
Есть и другая версия, что император остановился отдохнуть на берегу реки и решил освежиться в её водах. Но вода оказалась очень холодной, и может судорога, а может и желание искупаться сразу после обеда стали причиной смерти почти семидесятилетнего Барбароссы.
Как бы то ни было, смерть предводителя заставила многих крестоносцев повернуть назад. А те, кто остались, борясь с болезнями и сельджуками, оказались неспособны отвоевать Иерусалим. Судьба тела императора также неизвестна. Его забальзамировали, чтобы доставить в Германию, однако на родину оно возвращено не было. Это породило в умах почитателей императора много легенд.
По легенде, император сидит за столом, а его длинная рыжая борода обвивает стол. Время от времени Барбаросса просыпается и посылает двух воронов посмотреть, утихли ли ссоры в Германии. Когда это произойдёт, а борода обовьётся вокруг стола три раза, то император восстанет и своей рукой наведёт порядок.

## Образ в искусстве

### В литературе
- В романе Умберто Эко «Баудолино» описывается, что Фридрих Барбаросса якобы не утонул; причиной же того, что все считают, что это так, является инсценировка, осуществлённая его свитой. Охранявшие его спутники, в числе которых был приемный сын Баудолино, обнаружив короля утром за закрытой дверью в одной из комнат Замка Ардзруни без сознания, и, убедившись, что правитель мёртв, испугались, что сын погибшего императора казнит их и придумали аферу, в результате которой все решили, что Барбаросса утонул во время утреннего купания.

### В кино
- «Барбаросса» (Италия, 2009). В роли императора Фридриха I — Рутгер Хауэр. Фильм рассказывает о противоборстве Фридриха Барбароссы с городом Миланом и Ломбардской лигой, которые противились власти империи и отстаивали свою независимость. Фильм заканчивается битвой при Леньяно 1176 года (разгром Фридриха объединёнными силами итальянцев).

### Научная
- Всемирная история войн. Книга первая / Р. Эрнест и Тревор Н. Дюпюи. — М.: Полигон, 1997.
- Пако Марсель. Фридрих Барбаросса / Пер. с франц. Т. Н. Редичкиной. — Ростов-на-Дону: Феникс, 1998. — 320 с. — (След в истории). — ISBN 5-222-00366-3.
- Балакин В. Д. Фридрих Барбаросса. — М.: Молодая гвардия, 2001. — 288 с. — (Жизнь замечательных людей). — ISBN 5-235-02404-4.
- Опль Фердинанд. Фридрих Барбаросса / Пер. с нем. Ермаченко И. О., Некрасова М. Ю. — СПб.: Евразия, 2010. — 512 с. — 1000 экз. — ISBN 978-5-91852-014-7.
- Фридрих I Барбаросса в деяниях, хрониках и анналах Северной Италии / Под ред.  А. Ю. Карачинского. — СПб.: Евразия, 2025. — 256 с. — (Chronicon). — ISBN 978-5-8071-0607-0.

### Художественная
- Умберто Эко. Баудолино. — М.: Симпозиум, 2007.